# Chronologie de l'optique

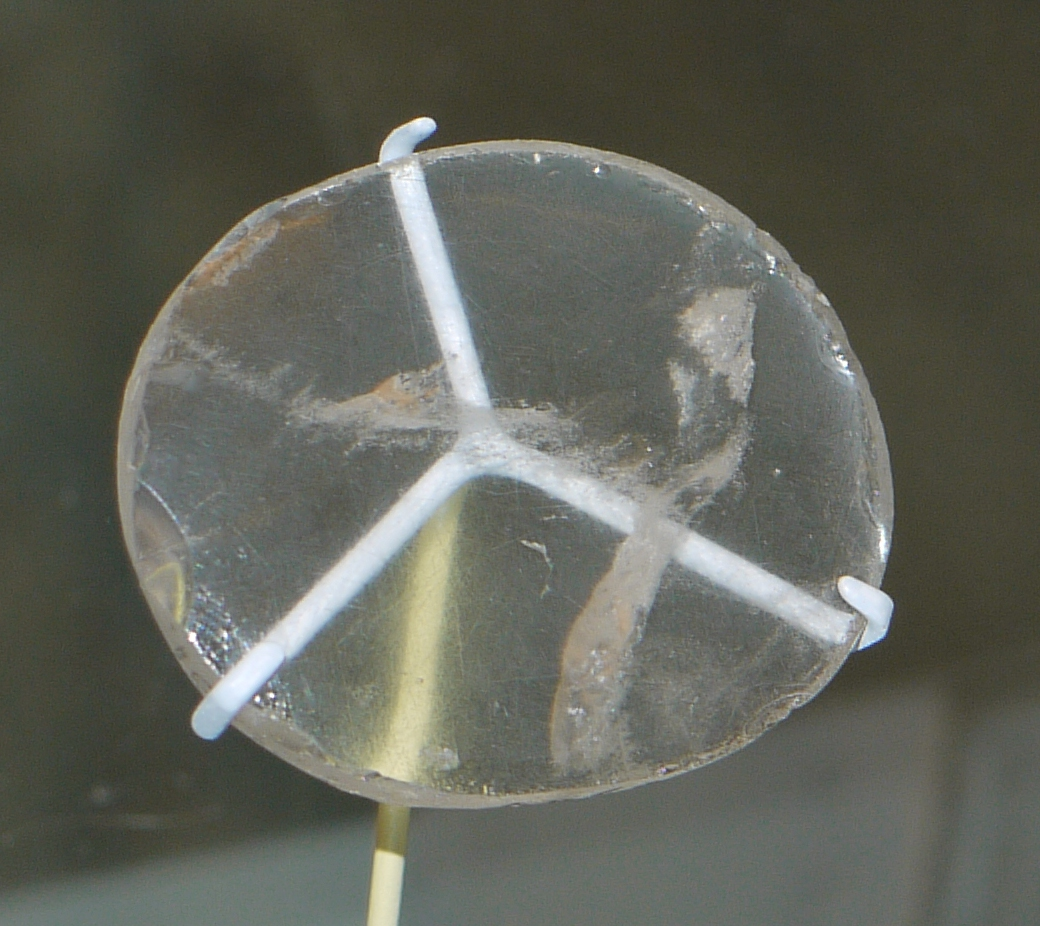
La lentille de Nimrud, conservée au British Museum, est peut-être la plus ancienne lentille à usage optique qui ait été retrouvée, mais sa destination reste encore disputée. La seconde plus ancienne lentille dont l'utilisation en optique est, elle, incontestable, serait datée du et proviendrait de la Grèce antique.

Cet article dresse une chronologie de l'optique, non exhaustive, mais indiquant les grandes dates ayant ponctué ces domaines de la physique.
L'histoire de l'optique a été jalonnée de grandes découvertes sur les principes de cette science, de progrès techniques dans la réalisation d'appareils et de controverses sur la nature même de la lumière. L'optique a longtemps été une science de la vision et de l'explication des phénomènes météorologiques, comme les arcs-en-ciel ou les mirages, avant d'être liée à l'astronomie et la réalisation de télescopes. Plus tard, alors que la nature même de la lumière fait l'objet de débats dans la communauté scientifique, l'optique finit par rejoindre l'électromagnétisme puis la mécanique quantique.

## Antiquité
On doit les premiers écrits et recherches concernant l'optique au chinois Mozi (-490 à -405) qui discute de plusieurs aspects d'optique géométrique. Son « Livre du Mohisme » apparaît avant même les premiers écrits étudiant l'optique comme science en Grèce antique, que l'on doit à Empédocle au Ve siècle av. J.-C. et Euclide vers le IVe siècle av. J.-C. ou IIIe siècle av. J.-C. qui étudièrent la lumière, et plusieurs phénomènes comme la réflexion. L'optique reste pendant des siècles, de l'Antiquité au XVIe siècle, une discipline quasiment entièrement tournée vers la vision et les phénomènes météorologiques. Les observations et découvertes optiques de cette époque s'opèrent de manière quasiment indépendante sur différentes régions du globe : certaines découvertes ont lieu à quelques siècles d'écart en Asie, en Afrique et en Europe avec des migrations lentes de connaissances entre ces grandes régions.
- Milieu du IIIe millénaire av. J.-C. — Apparition du verre en Égypte[4].
- Vers 2600 av. J.-C. — Plus anciennes lentilles à but décoratif trouvées sur des statues égyptiennes pour simuler les yeux[5].
  - De multiples éléments de quartz, dont l'usage est incertain, portant des traces de polissage volontaire datant du IIe millénaire av. J.-C. ont été retrouvées en Crète et en Asie Mineure[4].
- Entre 750 av. J.-C. et 710 av. J.-C. — fabrication de la lentille de Nimrud, plus ancienne lentille à usage optique trouvée à ce jour[6],[7].
- VIe siècle av. J.-C. — La lumière est considérée par Alcméon de Crotone et l'école pythagoricienne comme un feu jaillissant de l’œil théorie qui sera utilisée et développée par l'école stoïcienne et jusqu'à l'époque de Théophraste sous des formes de plus en plus complexes[8].
- 424 av. J.-C. — Aristophane conçoit une lentille sous la forme d'un globe de verre rempli d'eau, Sénèque dit que cet outil permet de « lire des lettres aussi petites et indéchiffrables qu'elles soient »[4].
- Fin du Ve siècle av. J.-C. — Mozi aurait mentionné pour la première fois la camera obscura[9], et rédige avec ses élèves les compte-rendu de ses réflexion sur l'optique géométrique et ses grands principes[1].
  - Le courant mohiste, issu des enseignements et des livres écrits par Mozi, s'intéresse entre autres à la géométrie et pose les fondements de l'optique géométrique en Extrême-Orient : comme le trajet de la lumière en ligne droite, la formation d'image par un sténopé, un miroir sphérique et un miroir plan[10] ou la relation entre lumière et formation des ombres[11]. La période de guerre qui entoure l'époque de rédaction de cette œuvre fait sombrer ces théories dans l'oubli jusqu'aux dynasties Tang et Song[1].
  - Un continent sépare Mozi d'Euclide, qui traite une partie de ces propriétés (notamment la lumière se propageant en ligne droite) un siècle plus tard.
- IVe siècle av. J.-C. — Aristote traite dans ses « Problèmes » d'une camera obscura ou d'un sténopé[9].
- IIIe siècle av. J.-C. — Euclide aborde la réfraction et la réflexion, notant que la lumière voyage en ligne droite dans son livre « Optique »[4]
  - On sait qu'à cette même période les techniques du moulage et du recuit du verre sont maîtrisées en Inde[12]
- entre le Ier siècle et le IIe siècle — Cléomède et Ptolémée font leurs premières études de la réfraction atmosphérique[13].
- 130 — Ptolémée décrit dans son « Optique » différentes propriétés de la lumière, dont la réflexion, la réfraction et la couleur, et recense dans des tables les angles de réfraction pour de multiples matériaux[14].
- Début du IIe siècle — Les sciences et techniques du verre arrivent à leur premier apogée. On sait souffler le verre, faire des miroirs, le rendre transparent, etc. Les prochaines avancées n'ont lieu que treize siècles plus tard à l'époque moderne[15].

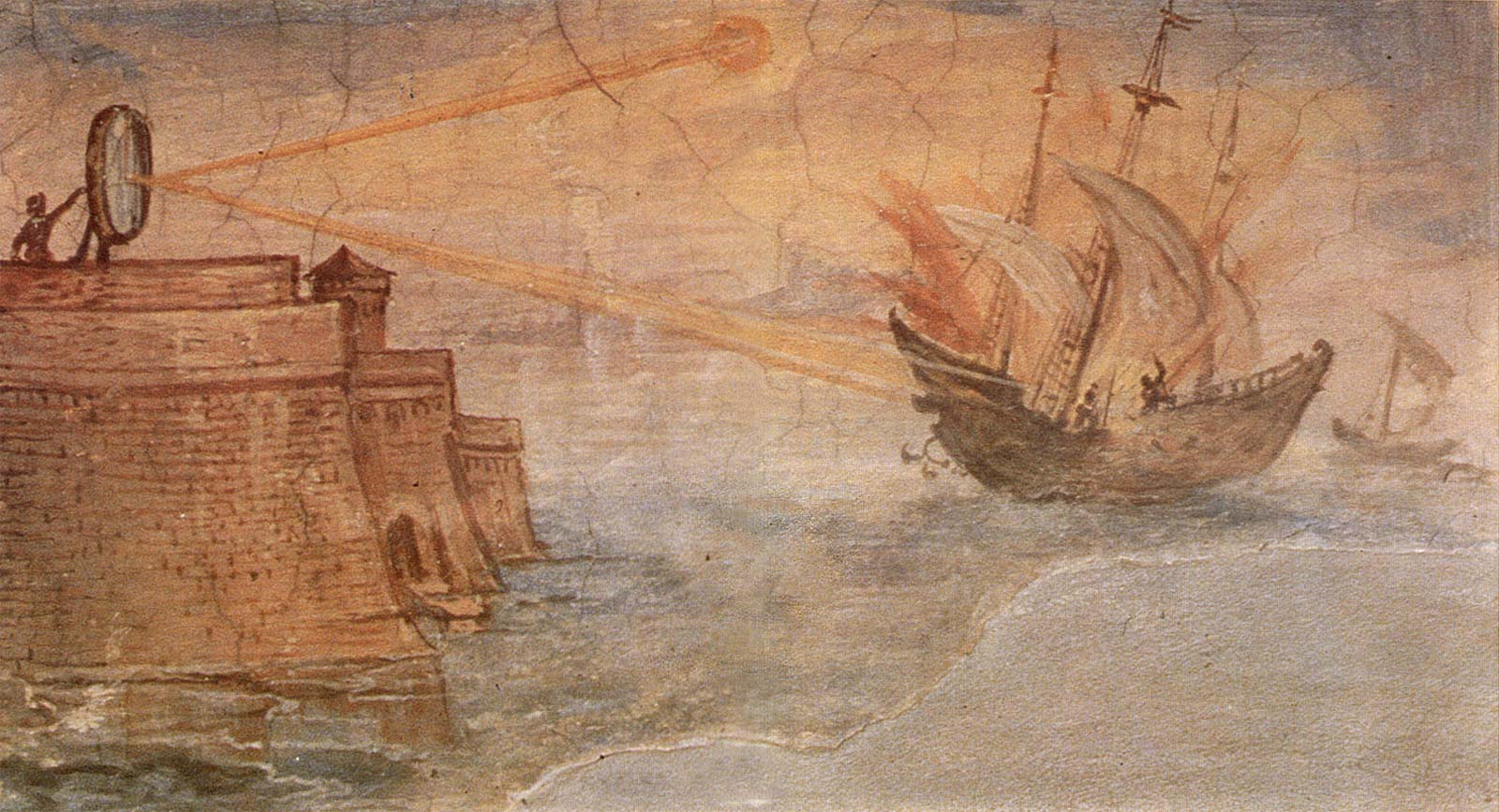
Fresque à Florence (Italie) de la défense légendaire d'Archimède contre une flotte romaine, en utilisant un miroir géant pour brûler les vaisseaux ennemis depuis la côte.

## Moyen Âge
Le Moyen Âge est une période historique s'étendant du Ve siècle au XVe siècle. En Europe elle correspond à la période entre la chute de Constantinople et le début de la Renaissance, en Asie cette période est marquée au début par l'expansion de l'empire arabe et s'achève vers la fin de l'expansion de l'empire mongol.
- 940 — Le Hua Shu liste quatre types de lentilles différentes[16].
  - Il faut noter que contrairement à la vision atomistique alors en vogue en Occident, en Asie, le concept d'onde étant plus accepté, la lumière est considérée comme une onde[16].
- 1021 — Ibn al-Haytham écrit le Traité d'optique, dans lequel il étudie le mécanisme de la vision[6] et observe le phénomène de réfraction atmosphérique[13].
  - Le Traité d'optique est considéré comme un ouvrage fondateur et un des plus grands progrès en optique de l'époque[17].
  - Outre les sujets mentionnés, le Kitāb al-Manāẓir aborde aussi la réfraction, la réflexion et le grandissement des lentilles.
- 1050 — Shen Kuo écrit le Mengxi Bitan (梦溪笔谈) dans lequel il traite de la théorie et des calculs sur l'imagerie par un sténopé, les miroirs sphériques, ainsi que des observations sur les couleurs : couleurs d'interférences sur des films fins, couleurs de diffraction, de la luminescence, etc.[18]
- Circa 1250 — Roger Bacon rédige l’Opus major dans lequel il décrit les résultats de ses expériences sur des lentilles convergentes et sa constatation de leurs propriétés focalisatrices[19].
- 1279[20] — Zhao Youqin (赵友钦) rédige le Ge Xiang Xin Shu (革象新书), « Nouveaux écrits sur les corps célestes » en français, un traité retraçant ses expériences précises visant à expliquer et démontrer le principe du sténopé[21].
- 1285 — Invention en Italie des lunettes de vue par un moine dominicain, Alexandro della Spina, et son ami Salvino d'Armati de Florence[22].

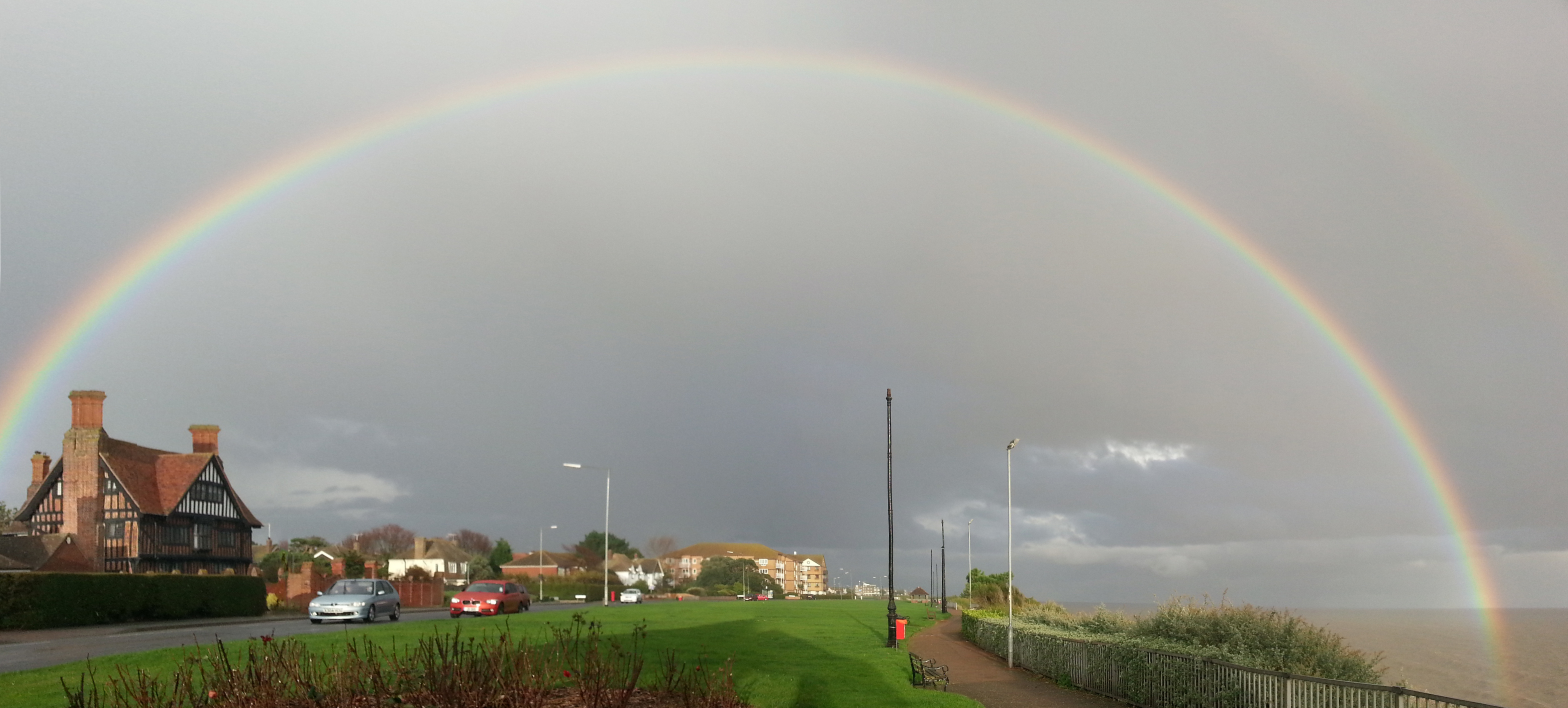
Arc-en-ciel capturé à Clacton-on-Sea (Essex, Royaume-Uni) en 2012.

- XIVe siècle — Naissance de la perspective à Florence[23].
- 1305 — Thierry de Fribourg utilise des sphères de cristal et des bouteilles remplies d'eau pour étudier la réflexion et la réfraction des gouttes d'eau créant les arcs-en-ciel primaires et secondaires.
- 1309 — Kamāl al-Dīn al-Fārisī complète la révision du Traité d'optique d'Ibn al-Haytham et apporte une explication mathématique pour les arcs-en-ciel primaires et secondaires[17].
- 1514 — Leonard de Vinci décrit le fonctionnement de la chambre noire[24].
- 1568 — Daniel Barbaro améliore le système de la chambre noire en la dotant d'une lentille[25].
- 1587 — Tycho Brahe mesure la magnitude de la réfraction atmosphérique[13].
- 1597 — Première observation de l'effet Novaya Zemlya lors de l'échec de l'expédition de Willem Barents à la recherche du passage du Nord-Est.

## XVIIesiècle
Durant ce siècle, la question de la nature de la lumière est largement pondérée, et deux théories voient le jour, la théorie ondulatoire et la théorie corpusculaire, qui coexistent quelques années au milieu du siècle jusqu'à ce que la théorie corpusculaire prenne le pas sur l'ondulatoire sous l'influence de Newton,. De manière générale ce siècle est considéré comme la véritable naissance de l'optique qui est étudiée désormais comme une discipline scientifique à part entière, la lumière un phénomène physique en soi indépendant de la vision et de l'œil.
- 1604 — Johannes Kepler rédige les « Paralipomènes à Vitellion » dans lesquels il démontre que l’œil est soumis aux lois de l'optique[28].
- 1611 — Kepler découvre la réflexion totale[29].
- 1621 — Willebrord van Roijen Snell découvre expérimentalement la loi de réfraction qui porte son nom[2],[29].
- 1637 — René Descartes réécrit la loi de Snell sous la forme plus connue de nos jours[29] et dérive de manière quantitative les angles sous lesquels peuvent être observés les arcs-en-ciel primaires et secondaires par rapport à l'angle d'élévation du Soleil.
  - On doit à Descartes la théorie selon laquelle la lumière est une pression transmise par l'éther[2].
  - Selon Descartes les couleurs étaient alors causées par les vitesses de rotation différentes des particules de l'éther[2].
- 1657 — Pierre de Fermat introduit le principe du moindre parcours en optique : « La nature agit toujours par les voies les plus courtes et les plus simples »[2].
- 1663 — Robert Boyle observe pour la première fois le phénomène d'interférence appelé anneaux de Newton[30],[31].
- 1665 — Robert Hooke, indépendamment de Boyle en 1663, découvre les anneaux de Newton de son côté, ainsi que la « présence de lumière dans l'ombre », due en fait à la diffraction, observation qui est faite aussi indépendamment et la même année par Francesco Maria Grimaldi[31],[29].
  - Hooke est un des premiers à défendre la théorie selon laquelle la lumière serait une vibration se propageant à grande vitesse voire instantanément[31],[27].
- 1666 — Isaac Newton découvre que la lumière blanche est composée des couleurs décomposées par un prisme et que chaque couleur est caractérisée par sa propre réfrangibilité[31].
- 1669 — Rasmus Bartholin découvre la « double réfraction », la biréfringence, générée par cristaux de calcite[31].
  - Newton était un fervent tenant de la théorie corpusculaire de la lumière[31].
- 1674 — George Ravenscroft élabore le premier verre flint au plomb[32].
- 1676 — Ole Christensen Rømer découvre que la vitesse de la lumière a une valeur finie, grâce à l'observation des satellites de Jupiter[31] et l'estime à 214 000 km/s à ± 30%[33].
- 1678 — Christian Huygens achève son « Traité de la lumière », publié en 1690 à Leyden, dans lequel il décrit la théorie ondulatoire de la lumière, explique la diffraction des rayons, la réflexion, la réfraction et énonce le principe à son nom montrant que chaque point de l'éther peut être considéré comme une source microscope d'onde lumineuse. Il explique aussi le phénomène de « double réfraction » ou polarisation[31].
  - Malgré la parution de l'ouvrage, la théorie ondulatoire est réfutée par Newton qui impose sa théorie[27] et ne sera plus employée pendant presque un siècle, à part par quelques scientifiques comme le mathématicien Leonard Euler[34].

## XVIIIesiècle
- 1704 — Isaac Newton découvre la réflexion totale frustrée[29].
- 1733
- 1752 — Thomas Melvill découvre pour la première fois une raie d'émission, la raie double du sodium, lors d'une de ses expériences[35].
- 1760 — Johann Lambert énonce le concept d'albédo et la loi de Lambert, fondamentale en radiométrie et photométrie[29].

## XIXesiècle
C'est au cours de ce siècle que le conflit autour de la nature de la lumière, corpusculaire ou ondulatoire, reprend, avec la réapparition de la théorie ondulatoire grâce aux travaux de Young, et se résout par la prééminence de la théorie ondulatoire. Ce siècle est aussi marqué par la montée en puissance des recherches sur l'éther, l'éther luminifère, etc.
- 1800 — Le domaine infrarouge du spectre électromagnétique est découvert par William Herschel[29].
- 1802 — Thomas Young généralise et théorise le phénomène des interférences[30], expliquant ainsi les anneaux de Newton[34].
- 1802 — William Hyde Wollaston découvre des raies sombres dans le spectre solaire décomposé[35].
- 1807 — L'expérience des trous de Young confirme la théorie des interférences[36].
- 1808 — Étienne Louis Malus découvre la polarisation par réflexion[34].
- 1811 — William Brewster découvre l'angle auquel il a donné son nom, angle auquel un faisceau de lumière transverse magnétique est parfaitement transmise[36]
- 1814 — Joseph von Fraunhofer observe les mêmes raies que Wollaston quelques années avant, les inventorie et en mesure la longueur d'onde. Ces raies seront nommées d'après lui raies de Fraunhofer[35],[36]
- 1816 — François Arago et Fresnel découvrent que deux rayons polarisés à angle droit par rapport à l'autre n'interfèrent jamais[34].
  - C'est à partir de cette époque que Fresnel, Arago, Hippolyte Fizeau et plusieurs autres scientifiques vont assidûment chercher à expliquer les propriétés physiques et à détecter l'éther et l'éther luminifère[34],[37].
- 1817 — Young déduit de l'observation précédente que les ondes polarisées perpendiculairement vibrent de manière perpendiculaire l'une à l'autre[37].
- 1818 — Le prix de l'Académie des sciences de Paris est remis à Augustin Fresnel[27] pour son traitement de la diffraction à l'aide de la théorie ondulatoire, cette théorie triomphant sur la « théorie d'émission » corpusculaire de Jean-Baptiste Biot et Pierre Simon de Laplace[26],[34].
  - Fresnel démontrera par ailleurs de son côté le phénomène d'interférence par le biais de sa propre expérience dite des miroirs de Fresnel (et du moins connu biprisme de Fresnel)[36]
- 1821 — Fresnel donne des pistes sur la cause de la dispersion dans la matière, supposant que la structure moléculaire doit en être la raison[37].
- 1822 — La première lentille de Fresnel est testée avec succès sur l'arc de Triomphe de Paris, pavant la route vers les premières optiques diffractives[38].

À partir de 1820-1830, le développement de la théorie de l'éther élastique prend le pas sur les autres théories de l'éther. Ces recherches amenèrent de nombreux progrès en optique et de nombreuses découvertes mais les fondations de l'optique demeurèrent branlantes, reposant sur une théorie fausse.
- 1835 — George Biddell Airy décrit le phénomène de la tache d'Airy, image d'un point objet par un système optique limité par la diffraction[40].
- 1849 — Fizeau mesure avec une grande précision la vitesse de la lumière[27] à l'aide d'une roue dentée[36], expérience à l'origine destinée à prouver l'existence de l'éther.
- 1851 — Une seconde expérience de Fizeau destinée à trouver l'éther met en jeu la mesure de la vitesse de la lumière dans un fluide en mouvement[36].
- 1852 — Hermann von Helmholtz montre la synthèse soustractive et la synthèse additive des couleurs[41].
- 1858 — Felix Billet effectue sa propre expérience d'interférences avec les bilentilles de Billet[41].
- 1859 — John Tyndall observe l'effet portant son nom[41].
- 1862 — Léon Foucault mesure la vitesse de la lumière avec une précision de 1%[41].
- 1873 — James Clerk Maxwell énonce son système d'équations de l'électromagnétisme, les équations de Maxwell fondant le principe des ondes électromagnétiques[39].
- 1881 — Albert Abraham Michelson réalise une expérience précédemment proposée par Maxwell en 1879, destinée à mesurer la vitesse de la lumière par rapport à l'éther. L'expérience échoue mais démontre que la vitesse de la lumière est identique quel que soit le référentiel[42].
- 1888 — La correspondance entre ondes électromagnétiques et ondes lumineuses est confirmée par l'expérience par Heinrich Hertz[43].

## XXesiècle
À partir du début du XXe siècle, l'optique, comme beaucoup de champs de la physique, s'est vue transformée par la découverte de la théorie des quanta et la nature duale de la lumière se voit expliquée.
- 1905 — Albert Einstein réinstaure la théorie corpusculaire de la lumière, et grâce à l'effet photoélectrique, montre l'existence des photons[42].
- 1916 — Création de l'Optical Society of America, une des plus grandes sociétés savantes et organisations internationales en optique.
- 1917 — Einstein pose les bases de l'émission stimulée[44].
- 1920 — Les deux natures de la lumière sont réconciliées par le travail de de Broglie et la dualité onde-corpuscule[42].
- 1920 — Création de l'Institut d'Optique, premier grand centre d'optique en France, lequel sera présidé par Charles Fabry jusqu'à sa mort.[pertinence contestée]
- 1941 — Robert Clark Jones conçoit un formalisme matriciel permettant de décrire l'état de polarisation de la lumière[45].
- 1956 — Création du premier maser à ammoniac, de 23 GHz de fréquence, utilisant la théorie de l'émission stimulée[44].
- 1960 — Construction du premier laser à rubis[44].
- 1961 — Construction du premier laser hélium-néon[44].

| Année | Récipiendaires                                        | Domaine                          | Sujet | Réf.   |
| ----- | ----------------------------------------------------- | -------------------------------- | --- | ------ |
| 1907  | Albert Abraham Michelson                              | métrologie optique spectroscopie | « Pour ses instruments optiques de précision et les études spectroscopiques et métrologiques qu'il a menés grâce à ces appareils. » | [ 46 ] |
| 1908  | Gabriel Lippmann                                      | Interférences                    | « Pour sa méthode de reproduction des couleurs en photographie, basée sur le phénomène d'interférence. »                            | [ 46 ] |
| 1914  | Max von Laue                                          | Diffraction                      | « Pour sa découverte de la diffraction des rayons X par les cristaux. »                                                             | [ 46 ] |
| 1966  | Alfred Kastler                                        | Optique atomique                 | « Pour la découverte et le développement de méthodes optiques servant à étudier la résonance hertzienne dans les atomes »           | [ 47 ] |
| 1971  | Dennis Gabor                                          | Holographie                      | « Pour son invention et le développement de la méthode holographique. »                                                             | [ 48 ] |
| 1981  | Nicolaas Bloembergen Arthur Leonard Schawlow          | Spectroscopie                    | « Pour leurs contributions au développement de la spectroscopie laser. »                                                            | [ 48 ] |
| 1986  | Ernst Ruska                                           | Optique électronique             | « Pour son travail fondamental en optique électronique, et pour la conception du premier microscope à électrons. »                  | [ 49 ] |
| 1997  | Claude Cohen-Tannoudji Steven Chu William D. Phillips | Laser Atomes froids              | « Pour le développement de méthodes servant à refroidir et à confiner des atomes à l'aide de la lumière laser. »                    | [ 49 ] |